# Préfecture de Nagasaki
Nagasaki (長崎県, Nagasaki-ken) est une préfecture du Japon située à l'ouest de l'île de Kyūshū et dont la capitale est Nagasaki.

## Géographie
Elle est adjacente à la préfecture de Saga.

La Préfecture de Nagasaki.

### Villes
Liste des 13 villes de la préfecture :
- Gotō
- Hirado
- Iki
- Isahaya
- Matsuura
- Minamishimabara
- Nagasaki (capitale)
- Ōmura
- Saikai
- Sasebo
- Shimabara
- Tsushima
- Unzen

### Districts et bourgs
Liste des quatre districts de la préfecture, ainsi que de leurs 8 bourgs :
- District de Higashisonogi
  - Hasami
  - Higashisonogi
  - Kawatana
- District de Kitamatsuura
  - Ojika
  - Saza
- District de Minamimatsuura
  - Shinkamigotō
- District de Nishisonogi
  - Nagayo
  - Togitsu

## Culture
Le poney Taishuh est originaire de l'île Tsushima dans la préfecture.
Le dialecte de Nagasaki est le dialecte qui est principalement parlé dans la préfecture.

### Religion
Nagasaki est la zone la plus christianisée au Japon. Des missions catholiques existent dans cette région depuis le début du XVIe siècle. Voir le roman de Shūsaku Endō "Silence" qui s'appuie sur l'histoire racontée des communautés chrétiennes (Kirishitan) qui sont appelées Kakure Kirishitan et Hanare Kirishitan.
En 2002, on recensait 68 617 catholiques dans la préfecture de Nagasaki, soit 4,52 % de la population préfectorale.

## Jumelages
La préfecture de Nagasaki est jumelée avec les municipalités ou régions suivantes :
- Fujian (Chine) depuis le 16 octobre 1982 ;
- Busan (Corée du Sud) depuis le 25 mars 2014.